# Rheinmetall Rh-130
Le Rh-130, également appelé Rh-130 L52 pour faire référence à sa longueur en calibre, est un prototype de canon antichar conçu par Rheinmetall au milieu des années 2010 pour percer les nouveaux blindages et autres systèmes de protection employés sur la nouvelle génération de chars de combat russes, représentée par le T-14.
Dans le cadre du programme MGCS, le Rh-130 est en concurrence avec le canon ASCALON de KNDS pour équiper le futur char de combat franco-allemand

## Historique
En août 2015, le site internet du magazine automobile Auto Bild mentionne dans son article MBT Technologieträger: Neuer Panzer que Rheinmetall est en train de développer un nouveau canon ayant un calibre de 130 mm.

Le 26 novembre 2015, lors d'une conférence au Capital Markets Day à Vienne, Armin Papperger, alors PDG de Rheinmetall AG dévoile au cours d'une présentation que Rheinmetall est en train de développer un nouveau canon lisse de plus gros calibre.

Le Rh-130 est finalement dévoilé sur le stand de Rheinmetall lors de l'édition 2016 du salon des armements Eurosatory.
Les essais de tir du canon, en statique, ont débuté après Eurosatory, sur le polygone de tir de Rheinmetall.

En juillet 2020, Rheinmetall Defence publie sur Youtube une vidéo du canon Rh-130 testé dynamiquement sur un char Challenger 2, sa tourelle Vickers, profondément revue par Rheinmetall, comprend le canon Rh-130 et son chargement automatique ainsi que de nouveaux viseurs et une nouvelle carapace blindée.

Le Rh-130 arme le nouveau char de combat Panther KF51 présenté à l'édition 2022 du salon Eurosatory. Une troisième munition de calibre 130 mm appelée ASM est également dévoilée.

## Caractéristiques techniques
À l'instar du canon Rh-120 et de ses munitions de 120 × 570 mm au standard OTAN, le Rh-130 utilise des munitions encartouchées de 130 × 850 mm munies d'une douille en matériau combustible et d'un culot obturateur métallique. Le volume de la chambre est de 15 l soit une augmentation de 50 % par rapport au 10 l de la chambre d'un canon de 120 mm au standard OTAN.

Cette augmentation du volume de poudre fait passer la pression maximale admissible en chambre à 880 MPa. Pour contrer cette augmentation, le canon Rh-130, fait en acier spécial, possède une culasse à coin vertical renforcée comprenant quatre tenons coulissant verticalement dans le bloc de culasse. Afin de limiter l'effort de recul, la longueur de recul de la masse reculante est portée à 450 mm.

Un effort a été fait au niveau de l'équilibrage de la masse oscillante afin de garder une précision acceptable, de même que le tube du canon est conçu dans un acier spécial à haute rigidité.

La gamme de munitions comprend un obus-flèche, un obus explosif à fusée programmable appelé HE ABM et un obus anti-structure appelé ASM. La masse annoncée d'une munition flèche de  130 mm est de 30 kg contre 21,4 kg pour la munition flèche DM63 de calibre 120 mm commercialisée par Rheinmetall.